# Marek Zalewski
Marek Zalewski (sinh 1963) là một tổng giám mục của Giáo hội Công giáo Rôma, người Ba Lan. Ngài hiện là Sứ thần Tòa Thánh tại Singapore, kiêm Đại diện Tòa Thánh thường trú tại Việt Nam. Trước đó, ngài từng giữ vai trò Sứ thần Tòa Thánh tại Zimbabwe từ năm 2014 đến năm 2018.
Ngoài tiếng Ba Lan quê hương, ngài còn thông thạo tiếng Ý và tiếng Anh và có thể sử dụng các thứ tiếng Pháp, Đức và Tây Ban Nha.

## Thân thế và tu tập
Tổng giám mục Marek Zalewski sinh ngày 2 tháng 2 năm 1963 tại Augustow thuộc Giáo phận Łomża, Ba Lan. Sau quá trình tu học dài hạn tại các cơ sở chủng viện theo quy định của giáo luật: Học triết học tại Đại chủng viện Łomża trong khoảng thời gian từ năm 1983 đến năm 1985, sau đó tiếp tục du học tại Đại chủng viện Firenze, Italia học Thần học, trong giai đoạn từ năm 1985,

## Linh mục
Sau quá trình tu học dài hạn, ngày 27 tháng 5 năm 1989, Phó tế Zalewski, 26 tuổi, tiến đến việc được truyền chức linh mục. Cử hành nghi thức truyền chức cho tân linh mục là giám mục Juliusz Paetz, giám mục chính tòa Giáo phận Łomża tại Vương cung Thánh đường Tổng lãnh Thiên Thần Micae, Łomża, Giáo phận Łomża. Tân linh mục đồng thời cũng là thành viên linh mục đoàn Giáo phận Łomża.
Sau khi được truyền chức, vị linh mục trẻ được bổ nhiệm làm linh mục phụ tá giáo xứ Thánh Maria thuộc Tổng giáo phận Firenze. Từ năm 1991, ngài theo học tại Đại học Giáo hoàng Gregoriana và tốt nghiệp tại đây với văn bằng Tiến sĩ giáo luật vào năm 1995. Trong thời gian du học này, ngài còn theo học các khoá học ngôn ngữ và chương trình của Trường Ngoại giao Toà thánh. Kết thúc quá trình du học, ngài được tham dự vào ngành ngoại giao Tòa Thánh và làm việc tại nhiều nơi như: tại Toà Sứ thần Toà thánh tại Cộng hòa Trung Phi, từ năm 1995 đến năm 1998. Ngài là thành viên phái đoàn ngoại giao tại Liên hiệp quốc, New York trong khoảng thời gian sau đó, trước khi được điều đến làm việc tại Toà Sứ thần Toà thánh tại Anh năm 2001. Sau khoảng thời gian ngắn tại đây, năm 2004, ngài được điều chuyển về làm việc tại Toà Sứ thần Toà thánh tại Đức và làm việc tại đây cho đến năm 2008. Sau khoảng thời gian dài tại các quốc gia Tây phương, ngài lần lượt được thuyên chuyển làm việc tại các Tòa Sứ thần các quốc gia Đông Nam Á như: Toà Sứ thần Toà thánh tại Thái Lan (2008-2011), Singapore (2011 - 2012), Malaysia (2012 - 2014).

## Tổng giám mục, Sứ thần
Sau 25 năm thi hành các công việc mục vụ với thẩm quyền và cương vị của một linh mục, ngày 25 tháng 3 năm 2014, Tòa Thánh loan tin Giáo hoàng đã quyết định tuyển chọn linh mục Marek Zalewski, 51 tuổi, gia nhập Giám mục đoàn Công giáo Hoàn vũ, với vị trí được bổ nhiệm là Tổng giám mục Hiệu tòa Africa, chức danh Sứ thần Tòa Thánh tại Zimbabwe. Lễ tấn phong cho vị giám mục tân cử được tổ chức sau đó vào ngày 31 tháng 5 cùng năm tại Vương cung Thánh đường Tổng lãnh Thiên Thần Micae, Łomża, Giáo phận Łomża, với phần nghi thức chính yếu được cử hành cách trọng thể bởi 3 giáo sĩ cấp cao, gồm chủ phong là Hồng y Pietro Parolin, Quốc vụ khanh Tòa Thánh; hai vị giáo sĩ còn lại, với vai trò phụ phong, gồm có giám mục Janusz Bogusław Stepnowski, giám mục chính tòa Giáo phận Łomża và Giám mục Romuald Kamiński, giám mục phụ tá Giáo phận Ełk. Tân giám mục chọn cho mình châm ngôn: LUMEN VITÆ CHRISTUS, nghĩa là Chúa Kitô, ánh sáng ban sự sống.
Sau 4 năm, nhiệm vụ của ngài tại Zimbabwe kết thúc bằng quyết định từ Tòa Thánh, bổ nhiệm ngài làm Sứ thần Tòa Thánh tại Singapore, kiêm nhiệm chức danh Đại diện không thường trú tại Việt Nam, bắt đầu từ ngày 21 tháng 5 năm 2018.

### Việt Nam
Khoảng gần 18h ngày 9 tháng 9 năm 2018, Tổng giám mục Marek Zalewski đến Việt Nam và đáp xuống Sân bay quốc tế Nội Bài, Hà Nội. Đón Tân sứ thần có Giám mục Phụ tá Tổng giáo phận Hà Nội Lôrensô Chu Văn Minh, linh mục Alphongsô Phạm Hùng, Chánh Văn phòng Tòa Tổng Giám mục Hà Nội và linh mục Giuse Đào Nguyên Vũ, Chánh Văn phòng Hội đồng Giám mục Việt Nam.
Ngài đến chào thăm và trình Ủy nhiệm thư của Giáo hoàng Phanxicô tới Bộ Ngoại giao Việt Nam vào ngày 10 tháng 9 và được Thứ trưởng thường trực Bộ Ngoại giao Bùi Thanh Sơn dẫn đầu đoàn tiếp đón. Cùng trong ngày, ngài đến thăm Ban Tôn giáo Chính phủ và nhận được sự tiếp đón của Trưởng ban Ban Tôn giáo Chính phủ Vũ Chiến Thắng; Phó Trưởng ban Dương Ngọc Tấn cùng lãnh đạo vụ Công giáo, vụ Quan hệ Quốc tế và Văn phòng ban. Ngài dự tính lưu lại Hà Nội từ ngày 10 đến ngày 15 tháng 9.
Sau khi đến thăm các cơ quan chính phủ có liên quan, Tổng Giám mục Zalewski đã đến đồng tế với linh mục đoàn Tổng giáo phận Hà Nội ngày 11 tháng 9 năm 2018.
Tổng giám mục Sứ thần đến thăm Giáo tỉnh Sài Gòn vào cuối tháng 9 năm 2018, đồng thời cũng tham dự cuộc họp thường niên của Hội đồng Giám mục Việt Nam lần thứ II năm 2018 tổ chức tại Giáo phận Mỹ Tho. Sau đó, ngày 27 tháng 9 năm 2018, ngài cùng Hồng y Tổng giám mục Hà Nội Phêrô Nguyễn Văn Nhơn và Giám mục Giáo phận Phát Diệm Giuse Nguyễn Năng đến viếng cố Chủ tịch nước Cộng hòa Xã hội Chủ nghĩa Việt Nam Trần Đại Quang tại Nhà tang lễ Quốc gia ở Hà Nội.
Ngày 23 tháng 12 năm 2023, Tòa Thánh loan tin Giáo Hoàng đã bổ nhiệm Tổng giám mục Zalewski, Sứ thần Tòa Thánh tại Singapore làm Đại diện Giáo hoàng Thường trú tại Việt Nam. Chủ tịch Hội đồng Giám mục Việt Nam Giuse Nguyễn Năng cũng ra một thông cáo về biến cố này. Tổng giám mục Năng cho biết rằng sau 14 năm và 10 phiên họp chung [giữa Tòa Thánh và chính quyền Việt Nam], đến thời điểm này, Tòa Thánh mới có thể bổ nhiệm một vị Đại diện Giáo hoàng Thường trú tại Việt Nam.
Dự kiến, Tổng giám mục Zalewski sẽ đến Việt Nam vào ngày 31 tháng 1 năm 2024. Trong quá trình chờ đợi xây dựng nơi làm việc chính thức, Tổng giám mục Zalewski sẽ làm việc tại khách sạn Pan Pacific, tọa lạc tại quận Ba Đình, Hà Nội. Khách sạn này cách Tòa Tổng giám mục Hà Nội hai km. Một linh mục ẩn danh chia sẻ với UCA News rằng chính phủ dự kiến cung cấp một mảnh đất tại quận Tây Hồ để Tòa Thánh Vatican xây dụng văn phòng [Đại diện Tòa Thánh].